# Carolina González Vives
Carolina González Vives es una arquitecta y empresaria española. Dirige HIDRA DESIGN, promotora comprometida con el diseño y la construcción de la ciudad desde una perspectiva cultural y medioambiental. Es directora de los programas de Real EState Development en IE. 

## Biografía
Carolina González Vives es doctora arquitecta por la Universidad Politécnica de Madrid  y Senior Management Program (SMP) por IE Busines School (2019-2020).
Comenzó su carrera colaborando con los estudios de Cano Lasso Arquitectos y Navarro Baldeweg asociados en proyectos como Teatros del Canal (Madrid), el Museo de Altamira (Cantabria), el Instituto del Conocimiento en Amersfoort (Holanda) y la Biblioteca Hertziana en Roma.  Desde 2015 es Managing Partner de la gestora de inversión inmobiliaria  Hidra.design. 
En 2005, como profesional independiente, obtuvo el Primer premio en el concurso para la habilitación de la terraza del Círculo de Bellas Artes. A este siguieron otros, como el Primer premio en el concurso internacional de ideas Proyecto Viva, con la adjudicación de dos parcelas en Carral (La Coruña) en 2006  o el Tercer premio en el Concurso de ideas para nuevas propuestas de viviendas sostenibles en Cantabria en 2007. 
Carolina González Vives ha investigado la relación entre el urbanismo y el agua y las formas de conseguir un mejor aprovechamiento de los recursos hídricos. Su tesis doctoral, Arquitectura antidesertización. Fluidez, biodiversidad, hidrofilia y transpirabilidad,  fue leída en 2014 y dirigida por el arquitecto Iñaki Ábalos Vázquez. En sus trabajos de arquitectura y urbanismo fomenta la relación entre el espacio urbano y la naturaleza, ligando a sus proyectos criterios de sostenibilidad y cuidado del medio ambiente.

## Trayectoria académica
Carolina González Vives  es directora de programas de master en IE University. desde el principio de su carrera ha compaginado su actividad profesinal con la académica, impartiendo clases en distintos centros universitarios. Entre ellos, la Universidad de Alcalá (profesora de Proyectos); la Universidad Pontificia de Salamanca. Campus de Madrid (profesora de Proyectos urbanos), la Universidad San Pablo CEU (Máster de Arquitectura del Paisaje) o la Universidad Politécnica de Madrid (Máster en City Sciences).
También ha sido investigadora invitada en AridLands Institute en Los Ángeles (California) en 2012 y ha ejercido como profesora invitada en las universidades californianas de Woodbury University, Los Ángeles, y en Cal Poly Pomona.
A su labor como educadora se une su faceta de divulgadora y conferenciante, y escribe artículos en distintos medios impresos y digitales tanto universitarios como externos.
Desde 2021  forma parte de la Junta de Gobierno del Ateneo de Madrid.

## Proyectos
- Edificio de 30 apartamentos en Cuzco, Madrid (nov. de 2019 - dic. de 20219)
- Edificio de viviendas con piscina y jardín, plaza Castilla, Madrid (jun. de 2019 - dic. de 2021)
- Edificios gemelos en Marqués de Viana, Madrid (jun. de 2018 - jun. de 2021)
- Apartamentos4torres.es Madrid (feb. de 2017 - dic. de 2020)
- Vivienda en Puerta de Hierro, Madrid (2017)
- Technology office headquaters in Madrid (2016)
- Vivienda en Mirasierra, Madrid (2014)
- Casa de verano en Baleares (2012)
- Museográfico Arma Plaza (2008 - 2010)
- Cámara mágica. Arco. Ifema (2006 - 2007)
- Sala vip para la feria de arte contemporáneo ARCO, ediciones 2006 y 2007.

## Premios

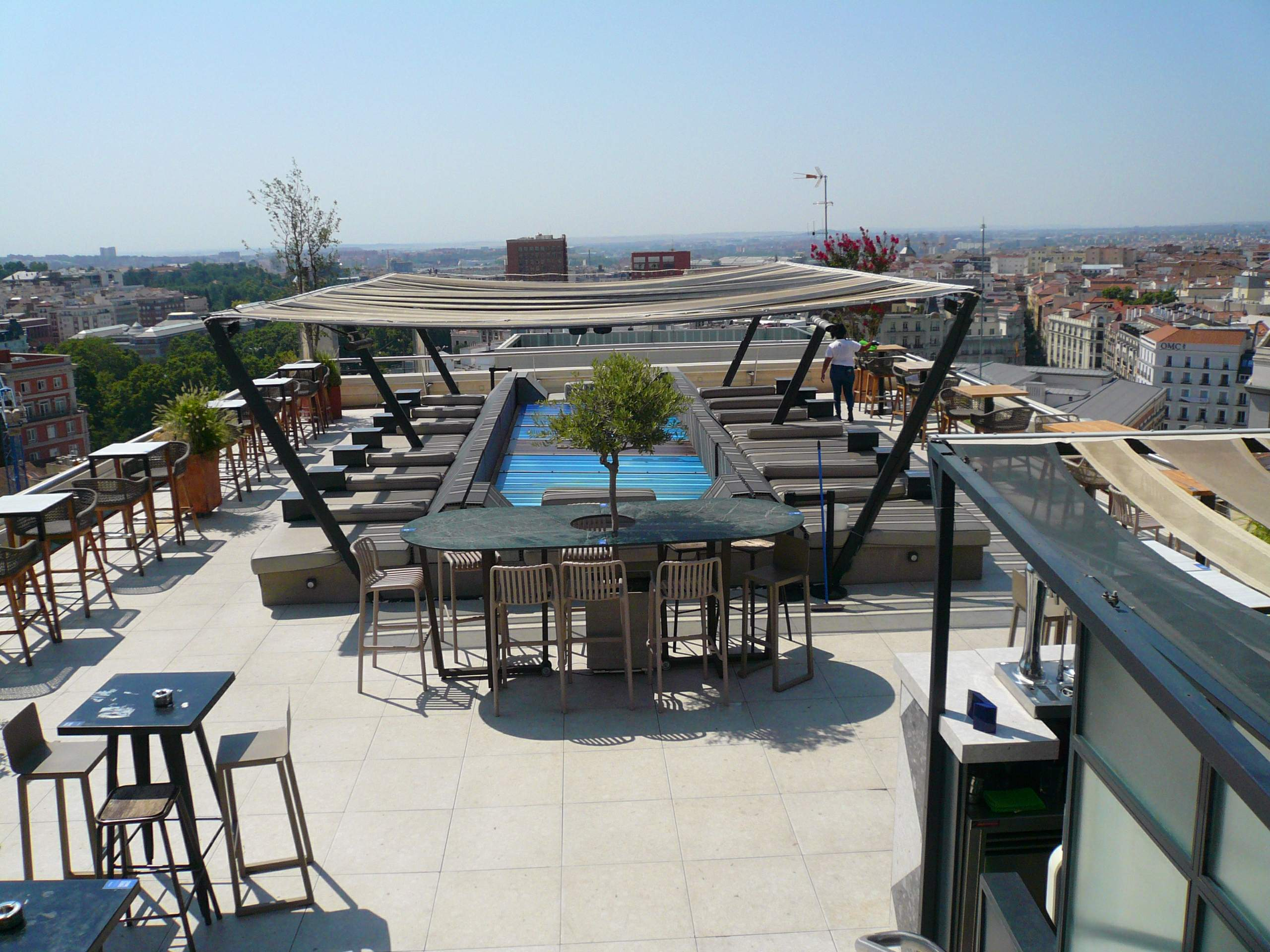
Azotea del Círculo de Bellas Artes en Madrid

2015 Segunda mención del premio al Mejor Diseño al proyecto ‘Nubes en la azotea’  Casadecor2015.
2007 Tercer premio en el Concurso de ideas para nuevas propuestas de viviendas sostenibles en Cantabria.
2006 Primer premio en el concurso internacional de ideas Proyecto Viva, con la adjudicación de dos parcelas en Carral, La Coruña.
2003-2004 Primer premio en el concurso para la Adecuación de la terraza del Círculo de Bellas Artes a uso público.
1997 Primer premio en el III Premio con Acero, convocado por Corporación Siderúrgica Internacional (CSI).